# Église Sainte-Radegonde de Bon-Encontre
Pour les articles homonymes, voir Église Sainte-Radegonde.
L'église Sainte-Radegonde est une église catholique située sur le territoire de la commune de Bon-Encontre (Lot-et-Garonne), en France.

## Historique
Cette église semble dater du XIe siècle.
L'édifice est classé au titre des monuments historiques en 1912.

## Caractéristiques
L'église  Sainte-Radegonde de Bon-Encontre est un édifice construit en pierre selon un plan basilical traditionnel. Elle est composée d'une nef et d'un chœur terminé par une abside en cul de four.